# Межозерний (Ленінградська область)
Межозерний (рос. Межозёрный) — селище у Лузькому районі Ленінградської області Російської Федерації.
Населення становить 546 осіб. Належить до муніципального утворення Скребловське сільське поселення.

## Історія
Згідно із законом від 28 вересня 2004 року № 65-оз належить до муніципального утворення Скребловське сільське поселення.

## Населення
| 1990 | 1997 | 2007 | 2010 |
| ---- | ---- | ---- | ---- |
| 603  | ↗698 | ↘605 | ↘546 |